# Dumești (okręg Alba)
Dumești – wieś w Rumunii, w okręgu Alba, w gminie Sălciua. W 2011 roku liczyła 58 mieszkańców.